# Барби
Барби (енгл. Barbie), на српском говорном подручју позната и као Барбика, је модна лутка коју је произвела америчка компанија Мател и први пут се појавила на тржишту у марту 1959. године. Предузетница Рут Хандлер заслужна је за креирање лутке, а инспирација јој је била немачка лутка Билд Лили. Барби је скоро 50 година један од најпродаванијих производа у индустрији играчака. Током историје Барби је била доступна у различитим варијантама, приказана у различитим животним ситуацијама, у различитим занимањима, са додацима укључујући и остале чланове породице и колекционарске лутке.  Често је мета критика због живота и изгледа, а бренд је учествовао у многим тужбама због имитација и пародирања. Касније су снимљени и анимирани филмови о њој.
Бренд се проширио на дуготрајну мултимедијалну франшизу од касних 1980-их, укључујући видео игрице и CGI/компјутерске анимиране филмове, од којих је потоње почело 2001. године, првобитно је постао доступно на кућним видео форматима и редовно се емитовало на кабловском каналу Никелодеон у САД од 2002. до 2017. године. Од 2017. године, франшиза је пренета на услуге стримовања.
Барби и њен најбољи мушки пријатељ Кен су описани као две најпопуларније лутке на свету. Од свог лансирања, Барби је трансформисала бизнис играчака у богатим заједницама широм света тако што је постала средство за продају повезане робе (додатна опрема, одећа, пријатељи и рођаци Барбике, итд). Пишући за Journal of Popular Culture1977, Дон Ричард Кокс је приметио да Барби има значајан утицај на друштвене вредности преносећи карактеристике женске независности, и са својим мноштвом додатака, идеализовани, врхунски начин живота који се може делити са богатим пријатељима.
Продаја Барби лутака нагло је опала од 2014. до 2016. године. Мател је 2020. продао Барби лутке и прибор за 1,35 милијарди долара и ово је био њихов најбољи раст продаје у две деценије. Ово је повећање у односу на 950 милиона долара за колико је бренд продат током 2017.

### Историја
Идејни творац Барби лутке је била Рут Хандлер, а њен супруг, Елиот Хандлер, је основао Мател компанију 1945. године, која је постала највећа светска компанија за производњу играчака. Њихова ћерка Барбара се радо играла са папирним луткама као дете, па је њена мајка добила идеју да направи тродимензионалну лутку за девојчице. Првобитно је желела да лутку назове по имену ћерке Барбара, или надимку Баб, али су обе речи биле тада заштићене ауторским правима.
Како је Хандлер навела, цела филозофија Барбике је да омогући девојчици да кроз игру са њом може да буде шта год пожели. Према њеним речима, Барбика је увек представљала чињеницу да жена има избор.
Прва Барби лутка је приказана 9. марта 1959. године на сајму играчака у Њујорку. Носила је црно-бели костим у дезену зебре, и била је доступна у продаји као плавуша или бринета. У првој години је укупно продато 300.000 лутака, а почетна цена је износила три долара.

### Анимиране серије
- Barbie Life in the Dreamhouse (2012 — 2015)
- Barbie Dreamtopia (2017 — 2018)
- Barbie: Dreamhouse Adventures (2018 — 2020)
- Barbie: It Takes Two (2022)
- Barbie Dreamhouse Mysteries! (мини епизоде) (2022)
- Barbie Dream Vacation (мини епизоде) (2023)
- Barbie: A Touch of Magic (2023—2024)
- Barbie: Dream Besties (мини епизоде) (2024)
- Barbie Mysteries: The Great Horse Chase (2024)

### Анимирани филмови о Барби
| Филм                                              | Година | Режисер                          |
| ------------------------------------------------- | ------ | -------------------------------- |
| Barbie and the Rockers: Out of This World         | 1987   | Бернард Дејриес                  |
| Barbie and the Sensations: Rockin' Back to Earth  | 1987   | Бернард Дејриес                  |
| Barbie in the Nutcracker                          | 2001   | Овен Харли                       |
| Barbie as Rapunzel                                | 2002   | Овен Харли                       |
| Barbie of Swan Lake                               | 2003   | Овен Харли                       |
| Barbie as the Princess and the Pauper             | 2004   | Вилијам Лау                      |
| Barbie: Fairytopia                                | 2005   | Валтер П. Мартишиус              |
| Barbie and the Magic of Pegasus                   | 2005   | Грег Ричардсон                   |
| Barbie Fairytopia: Mermaidia                      | 2006   | Вилијам Лау, Валтер П. Мартишиус |
| The Barbie Diaries                                | 2006   | Ерик Фогел                       |
| Barbie in the 12 Dancing Princesses               | 2006   | Грег Ричардсон                   |
| Barbie Fairytopia: Magic of the Rainbow           | 2007   | Вилијам Лау                      |
| Barbie as the Island Princess                     | 2007   | Грег Ричардсон                   |
| Barbie: Mariposa                                  | 2008   | Конрад Хелтен                    |
| Barbie & the Diamond Castle                       | 2008   | Џино Никел                       |
| Barbie in A Christmas Carol                       | 2008   | Вилијам Лау                      |
| Barbie Presents: Thumbelina                       | 2009   | Конрад Хелтен                    |
| Barbie and the Three Musketeers                   | 2009   | Вилијам Лау                      |
| Barbie in A Mermaid Tale                          | 2010   | Адам Л.Вуд                       |
| Barbie: A Fashion Fairytale                       | 2010   | Вилијам Лау                      |
| Barbie: A Fairy Secret                            | 2011   | Вилијам Лау                      |
| Barbie: Princess Charm School                     | 2011   | Езекиел Нортон                   |
| Barbie: A Perfect Christmas                       | 2011   | Марк Балдо                       |
| Barbie in A Mermaid Tale 2                        | 2012   | Вилијам Лау                      |
| Barbie: The Princess & the Popstar                | 2012   | Езекиел Нортон                   |
| Barbie in the Pink Shoes                          | 2013   | Овен Харли                       |
| Barbie: Mariposa & the Fairy Princess             | 2013   | Вилијам Лау                      |
| Barbie & Her Sisters in A Pony Tale               | 2013   | Киран Кели                       |
| Barbie: The Pearl Princess                        | 2014   | Езекиел Нортон                   |
| Barbie and the Secret Door                        | 2014   | Карен Ј.Лојд                     |
| Barbie in Princess Power                          | 2015   | Езекиел Нортон                   |
| Barbie in Rock'n Royals                           | 2015   | Карен Ј. Лојд                    |
| Barbie & Her Sisters in The Great Puppy Adventure | 2015   | Ендру Тан                        |
| Barbie: Spy Squad                                 | 2016   | Конрад Хелтен                    |
| Barbie: Star Light Adventure                      | 2016   | Ендру Тан                        |
| Barbie & Her Sisters in A Puppy Chase             | 2016   | Конрад Хелтен                    |
| Barbie: Video Game Hero                           | 2017   | Конрад Хелтен, Зек Нортон        |
| Barbie: Dolphin Magic                             | 2017   | Конрад Хелтен                    |
| Barbie: Princess Adventure                        | 2020   | Конрад Хелтен                    |
| Barbie & Chelsea: The Lost Birthday               | 2021   | Касандра Макај                   |
| Barbie: Big City, Big Dreams                      | 2021   | Скот Плејдел-Пирс                |
| Barbie: Mermaid Power                             | 2022   | Рон Мајрик                       |
| Barbie: Epic Road Trip                            | 2022   | Конрад Хелтен                    |
| Barbie: Skipper and the Big Babysitting Adventure | 2023   | Стив Деј                         |
| Barbie: Stacie to the Rescue                      | 2024   |                                  |
| Barbie and Teresa: Recipe for Friendship          | 2025   |                                  |

### Играни филмови
| Филм  | Година | Режисер      |
| ----- | ------ | ------------ |
| Барби | 2023   | Грета Гервиг |